# Château de la Trésorerie
Château de la Trésorerie est un ancien château d'agrément du XVIIIe. Détruit en 2006, il était situé dans la commune de Hardinghen, dans le Pas-de-Calais.

## Histoire

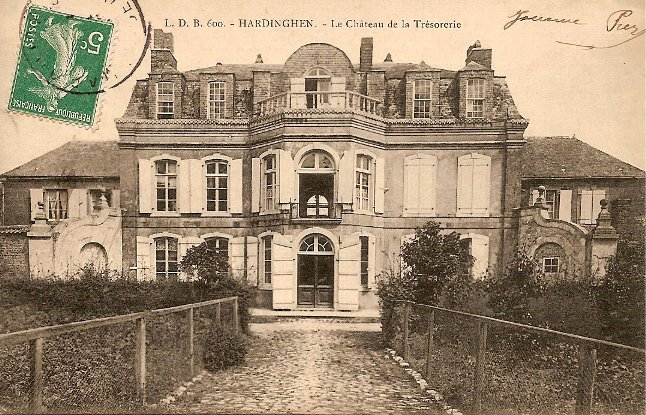
Château de la Trésorerie, photo de 1910

Ce petit château de style classique est achevé en 1768 pour Pierre Cazin, seigneur d'Honnincthun (1725-1807), et Augustine Cléry, son épouse. Cazin fut receveur de S.A.S. Monseigneur l'Amiral de France au Port de Boulogne-sur-Mer, dont il est originaire, adjudicataire de l'Octroi du Boulonnais, industriel et maire de Hardinghen (1801). Il était le fils d'Alexis Cazin de Neuville (°1684), avocat fiscal (1711), syndic et député de la province du Boulonnais, seigneur de Neuville, Honninchun, Vaserie, Beaurepaire, etc.
Pierre Cazin était l'ami et devint l'associé du vicomte François-Joseph-Théodore Desandrouin dans l'exploitation des mines et de la verrerie d'Hardinghen. Ils créèrent ensemble la Société Desandrouin-Cazin.
Acquis en 2004 par un promoteur, le château est détruit en août 2006.

## Sources
- Jacques Thiébaut Hermé : Le Guide des châteaux de France: Pas-de-Calais, 1986, (page 112),  (ISBN 2 8666 5041 7),  (ISBN 978 2 8666 5041 4)